# Karl Krattner
Karl Krattner, křtěný Karel Boromejský (7. ledna 1862 Smíchov – 10. prosince 1926 Praha) byl česko-německý akademický malíř a profesor Akademie výtvarných umění v Praze.

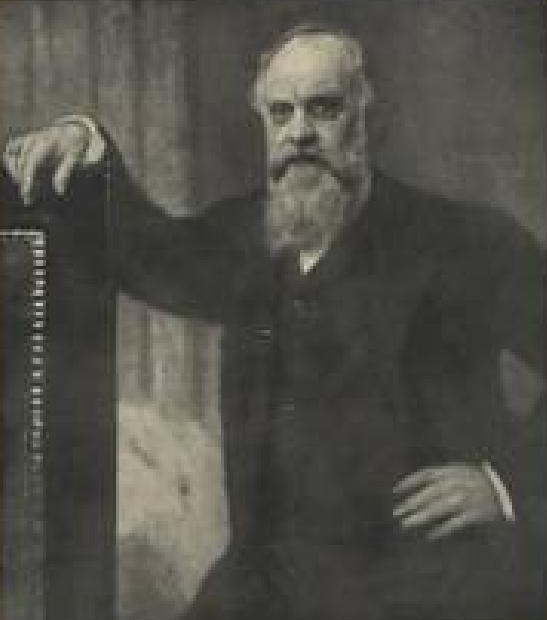
Karl Krattner (maloval Franz Thiele)

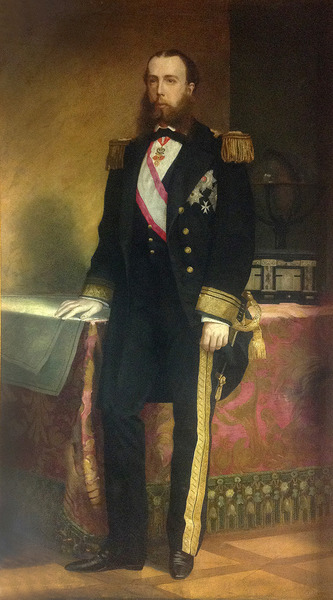
Císař Maxmilián Mexický

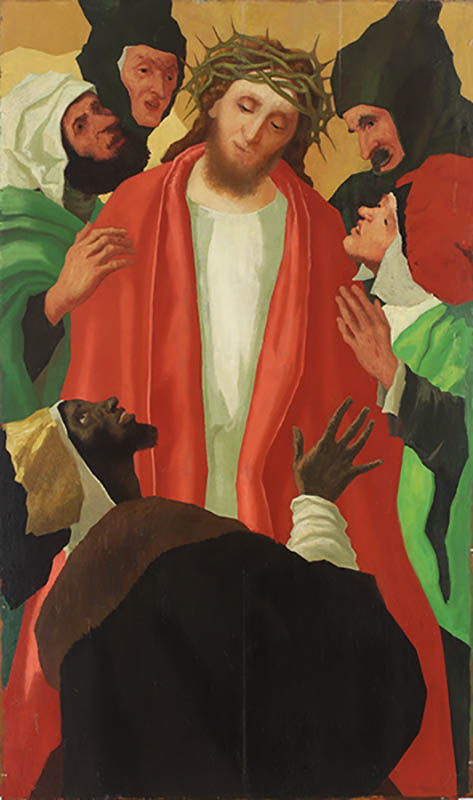
Posmívání Ježíši Kristu (kolem roku 1920)

## Život
Karl Krattner se narodil 7. ledna 1862 v domě čp. 226 na Smíchově v rodině řezače forem na potisk bavlny smíchovské kartounky,  Johanna Krattnera, a jeho manželky Barbary, obou původem z Kynšperka nad Ohří. 
Po absolvování obecné školy pokračoval studiem na smíchovském Reálném gymnáziu. Po jeho absolvování v roce 1878 nastoupil ke studiu na Akademii umění v Praze do ateliéru náboženské a monumentální malby prof. Františka Sequense. V roce 1882 pražské studium přerušil a odešel na Akademii umění do Mnichova. V prvním roce mnichovského pobytu se zdokonaloval u prof. Bauernese v základech kresby. Ve druhém roce navštěvoval malířské školy profesorů Julia Bencúra a Otty Seitze. Následně získal stipendium a odešel sbírat zkušenosti do Itálie. Navštívil Veronu, Padovu a Benátky.  
Z italského pobytu se vrátil zpět do Mnichova, kde našel práci jen jako malíř pokojů. Po čase získal místo designéra ve dvorní sklárně Zettler. Pro okna gotického kostela sv. Ulricha v Augsburgu namaloval předlohy k vitrážím. V Mnichově se oženil a koncem roku 1891 se s rodinou vrátil do Prahy. 
Po návratu do vlasti maloval portréty a krajiny, hlavní témata jeho tvorby byla náboženská a dekorativní malba. Pracoval rovněž jako restaurátor. Na zámku Trpísty restauroval nástropní fresky. Další zakázkou byl nástropní obraz v kostele v Jablonném, v poutním kostele ve Skocích, maloval také v sále knihovny v kláštera v Teplé. V roce 1906 odjel na dva roky do Terstu. Po návratu mimo jiné získal zakázku na výzdobu památníku bitvy u Chlumce. Rovněž namaloval nástěnný obraz v knihovně v Ústí nad Labem a obraz pro kostel v Raspenavě. 
Krattner byl členem několika spolků Němců v naší zemi, místopředsedou německé sekce Moderní galerie v Praze, členem Deutschböhmischer Künstlerbundu, členem Německé akademie věd a umění pro Republiku československou a členem Vereinu der deutschen Künstler in Böhmen.
Karel Krattner zemřel po delší nemoci 10. prosince 1926 v Praze a byl pohřben na hřbitově v Raspenavě.

## Dílo
- Kristus na hoře Olivetské; Ukřižování; Jidáš; sv. Petr (ve sbírkách Národní galerie v Praze)
- Císař Maxmilián Mexický

## Škola
V říjnu roku 1910 byl Karel Krattner jmenován profesorem na Akademii výtvarných umění v Praze, kde vedl až do roku 1925 speciální  školu monumentálního malířství, kterou po něm převzal jeho asistent Franz Thiele. Jeho školením prošlo 56 žáků, mimo jiné jeho syn Karel Krattner mladší. K významným malířům nebo tvůrcům proslaveným v příbuzném oboru patřili:
- Bohumil Rykl
- Ferdinand Steinbach
- Jan Kojan
- Karel Holan
- Bohumíra Ježková-Vacková
- Václav Kovárna
- František Tichý
- Jindřich Štyrský
- Martin Salcman
- Helena Salichová
- Čeněk Fousek
- Jaroslav Zamazal
- Ladislav Žák
- Vincenc Živný

## Rodina
- Starší bratr Martin Krattner (* 1859) byl malířem keramiky a později členem Zemského německého divadla v Praze[5]
- V srpnu roku 1889 se Karel Krattner v Mnichově oženil s Marií Ludvikou Metelkovou (*1861 Praha), s níž měl dva syny a čtyři dcery. Mladší syn Karel (* 1891) se stal rovněž malířem.[6]

## Galerie

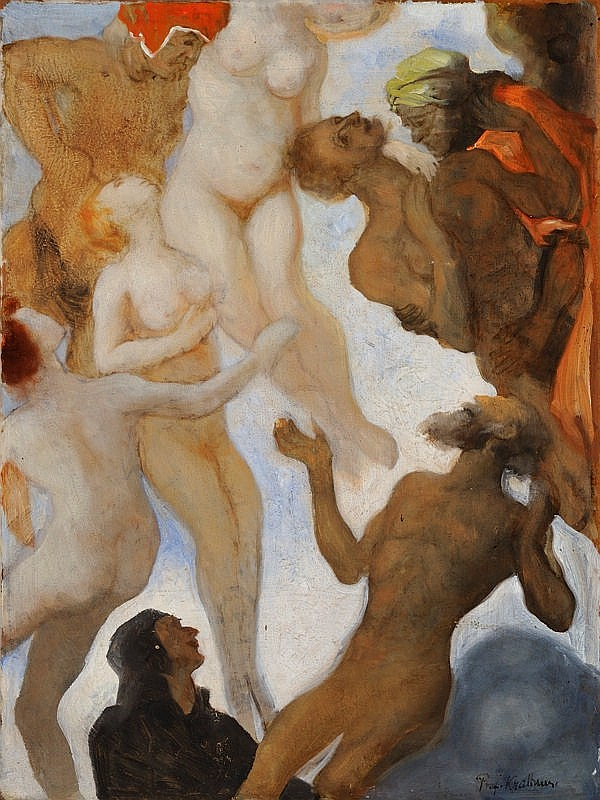
Dante
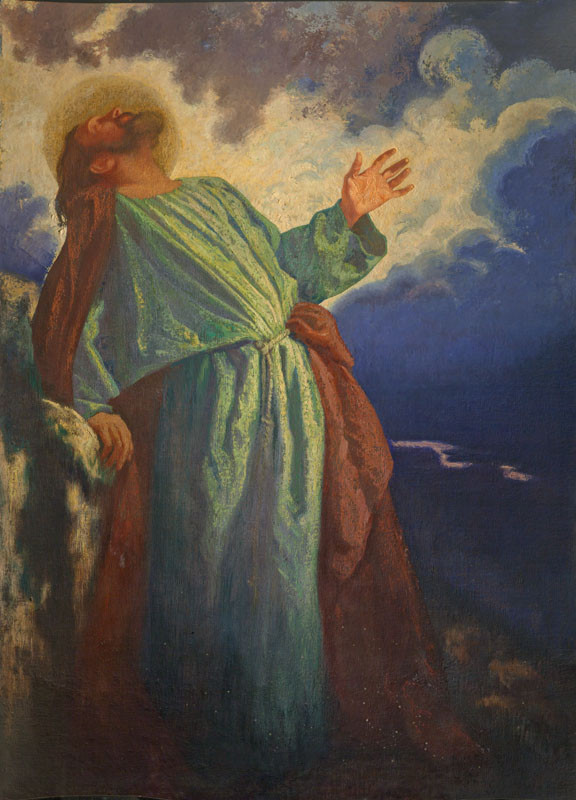
Kristus na Olivetu, (olej na plátně) datace 1908
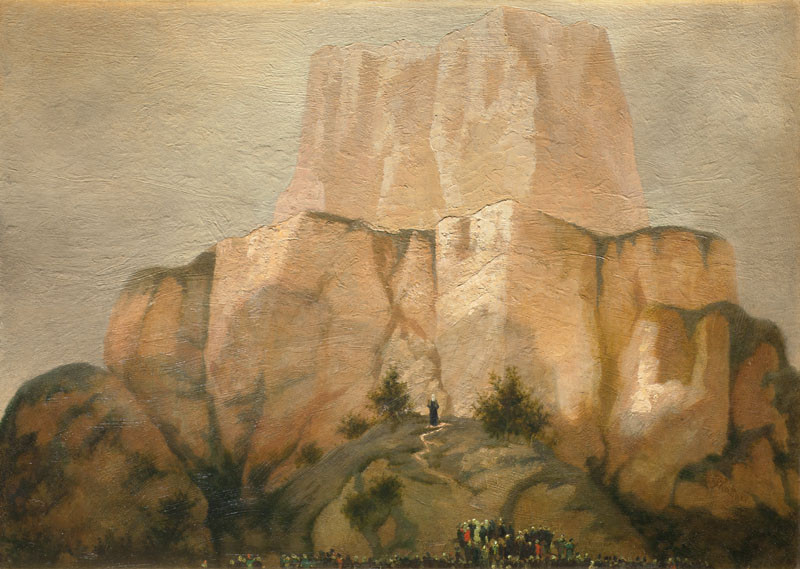
Mojžíš přináší desatero (olej na lepence) datace počátek 20. století
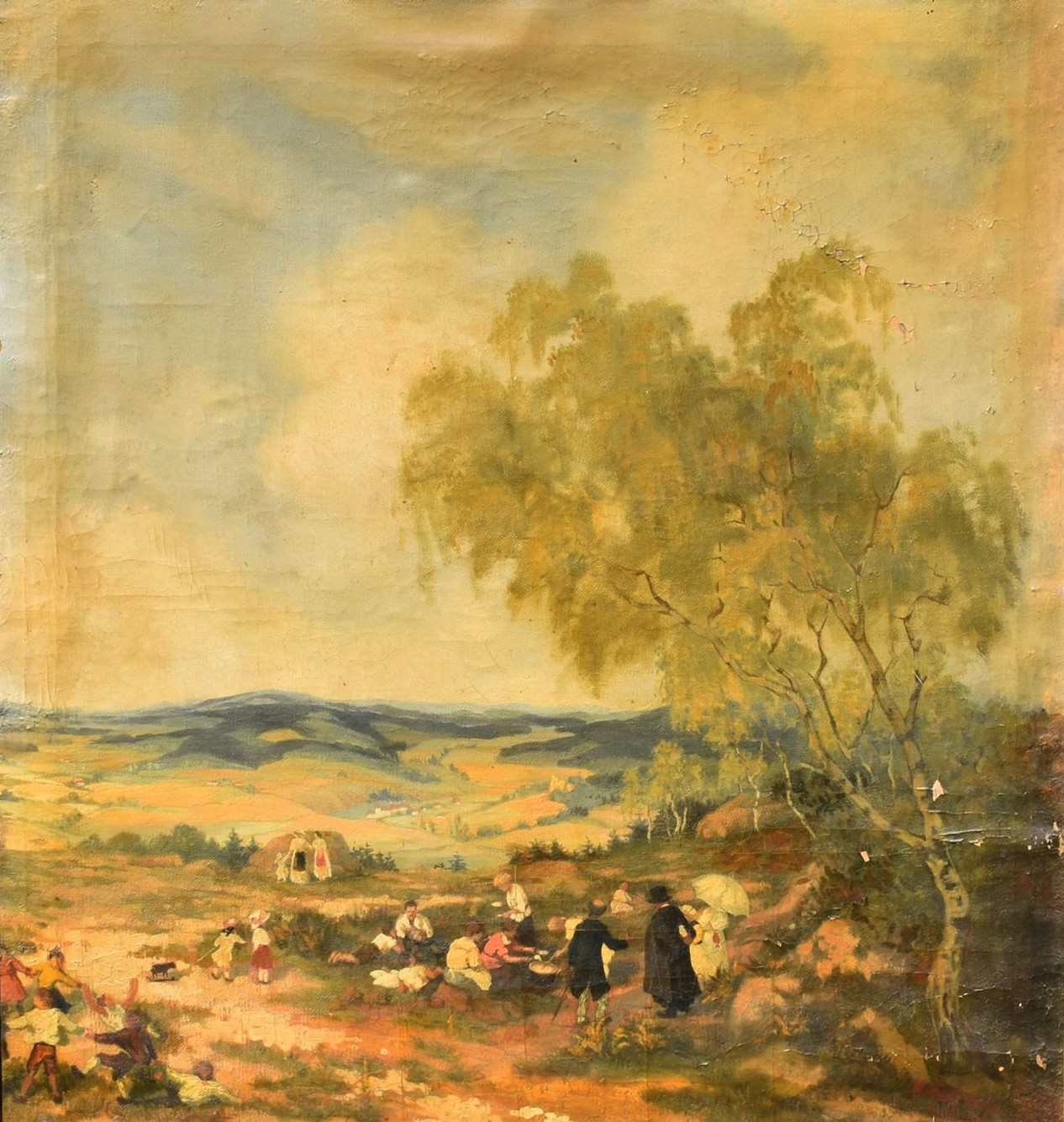
Odpočinek v přírodě (olej na plátně)
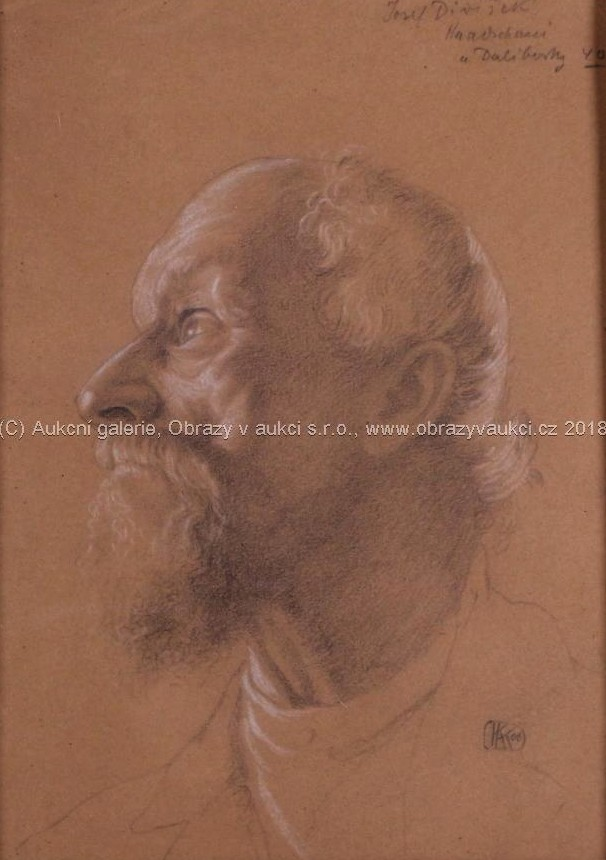
Prof. Josef Divíšek (kresba tužkou)
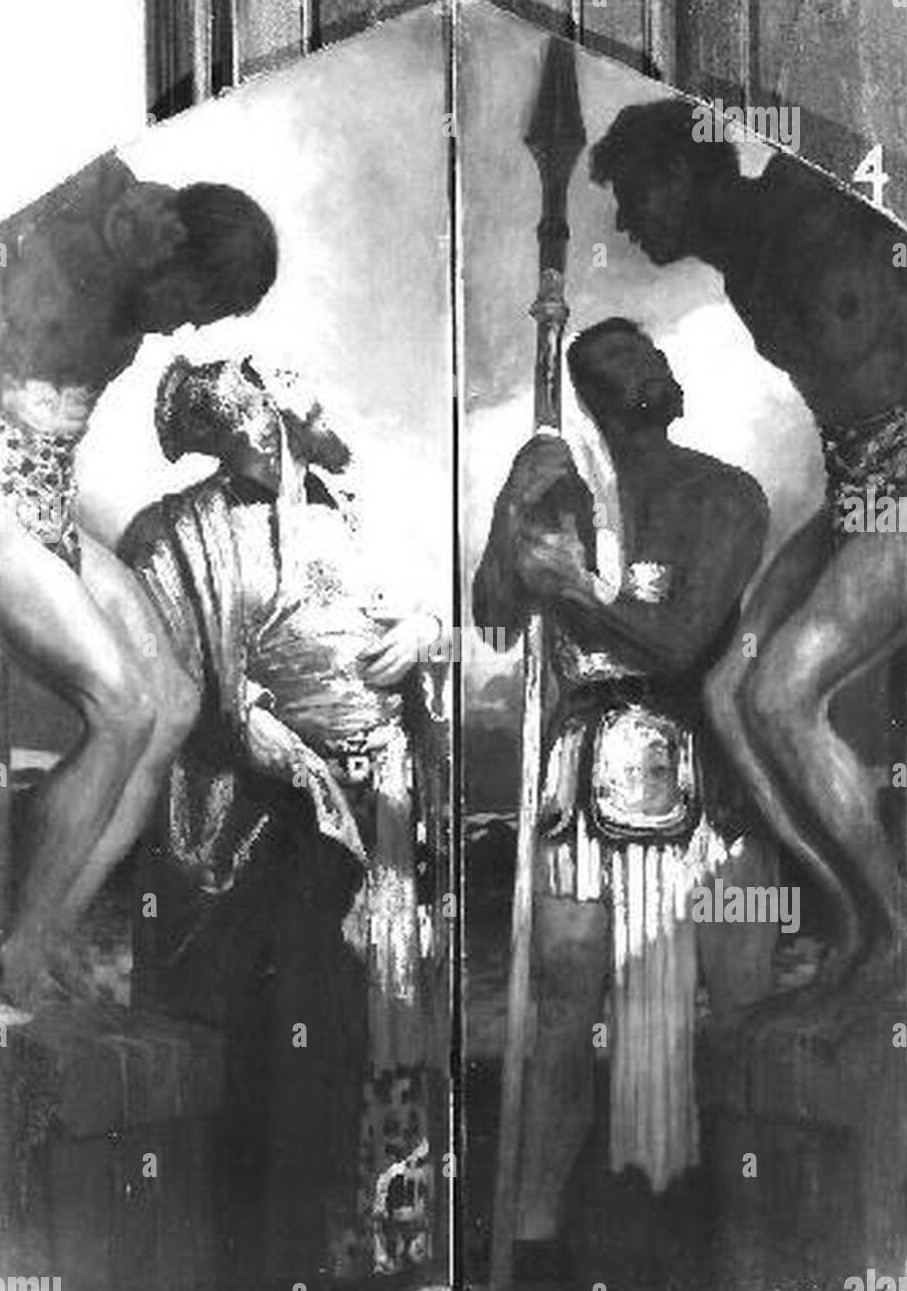
Ukřižování (třídílný oltářní obraz) jeho část